# Vekunta pseudobadia
Vekunta pseudobadia är en insektsart som beskrevs av Frederick Arthur Godfrey Muir 1915. Vekunta pseudobadia ingår i släktet Vekunta och familjen Derbidae. Inga underarter finns listade i Catalogue of Life.